# Josh Hamilton
Joshua Holt Hamilton (Raleigh, Carolina do Norte, 21 de Maio de 1981) é um jogador de beisebol norte-americano e que atualmente não tem contrato. Ele foi escolhido cinco vezes para o All Star Game e ganhou o prêmio de jogador mais valioso da Liga Americana, em 2010.